# Natação nos Jogos Olímpicos de Verão de 2008 - 10 km feminino
A competição dos 10 km feminino  nos Jogos Olímpicos de Verão de 2008 realizou-se no dia 20 de Agosto.

## Medalhistas
| Ouro   | RUS Larisa Ilchenko  |
| Prata  | GBR Keri-Anne Payne  |
| Bronze | GBR Cassandra Patten |

## Resultados
| Rank | Nome                           | País                | Tempo     | Tempo Dif. 1º classif. | Notas |
| ---- | ------------------------------ | ------------------- | --------- | ---------------------- | ----- |
| 1    | Larisa Ilchenko                | RUS Rússia          | 1:59:27.7 |                        |       |
| 2    | Keri-Anne Payne                | GBR Grã-Bretanha    | 1:59:29.2 | 1.5                    |       |
| 3    | Cassandra Patten               | GBR Grã-Bretanha    | 1:59:31.0 | 3.3                    |       |
| 4    | Angela Maurer                  | GER Alemanha        | 1:59:31.9 | 4.2                    |       |
| 5    | Ana Marcela Cunha              | BRA Brasil          | 1:59:36.8 | 9.1                    |       |
| 6    | Swann Oberson                  | SUI Suíça           | 1:59:36.9 | 9.2                    |       |
| 7    | Poliana Okimoto                | BRA Brasil          | 1:59:37.4 | 9.7                    |       |
| 8    | Jana Pechanová                 | CZE República Checa | 1:59:39.7 | 12.0                   |       |
| 9    | Andreína del Valle Pinto Pérez | VEN Venezuela       | 1:59:40.0 | 12.3                   |       |
| 10   | Martina Grimaldi               | ITA Itália          | 1:59:40.7 | 13.0                   |       |
| 11   | Marianna Lymperta              | GRE Grécia          | 1:59:42.3 | 14.6                   |       |
| 12   | Teja Zupan                     | SLO Eslovênia       | 1:59:43.7 | 16.0                   |       |
| 13   | Yurema Requena                 | ESP Espanha         | 1:59:46.9 | 19.2                   |       |
| 14   | Edith van Dijk                 | NED Países Baixos   | 2:00:02.8 | 35.1                   |       |
| 15   | Melissa Gorman                 | AUS Austrália       | 2:00:33.6 | 1:05.9                 |       |
| 16   | Natalie du Toit                | RSA África do Sul   | 2:00:49.9 | 1:22.2                 |       |
| 17   | Daniela Inácio                 | POR Portugal        | 2:00:59.0 | 1:31.3                 |       |
| 18   | Eva Berglund                   | SWE Suécia          | 2:01:05.0 | 1:37.3                 |       |
| 19   | Fang Yanqiao                   | CHN China           | 2:01:07.9 | 1:40.2                 |       |
| 20   | Imelda Martínez                | MEX México          | 2:01:07.9 | 1:40.2                 |       |
| 21   | Aurelie Muller                 | FRA França          | 2:02:04.1 | 2:36.4                 |       |
| 22   | Chloe Sutton                   | USA Estados Unidos  | 2:02:13.6 | 2:45.9                 |       |
| 23   | Natalya Samorodina             | UKR Ucrânia         | 2:10:41.6 | 11:13.9                |       |
| 24   | Antonella Bogarin              | ARG Argentina       | 2:11:35.9 | 12:08.2                |       |
|      | Kristel Köbrich                | CHI Chile           | DNF       |                        |       |

DNF - Não terminou